# Mon (Distrikt)

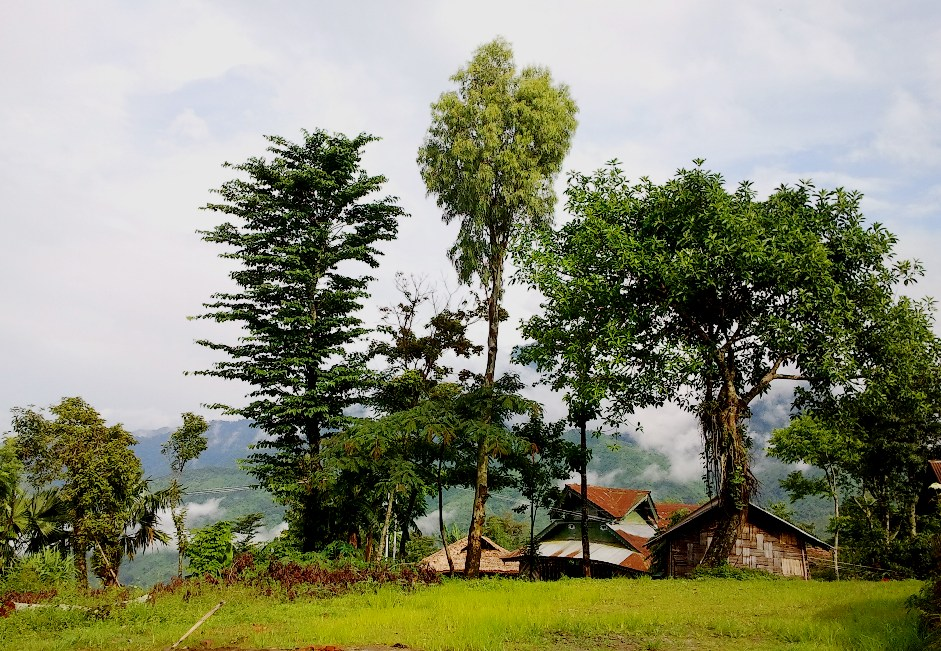
Dorf im Distrikt Mon

Mon ist ein Distrikt im Ostes des nordostindischen Bundesstaates Nagaland.
Die Fläche beträgt 1786 km². Sitz der Verwaltung ist die gleichnamige Stadt Mon.

## Bevölkerung
Nach der Volkszählung 2011 hat der Distrikt Mon 250.260 Einwohner. Bei 140 Einwohnern pro Quadratkilometer ist der Distrikt dicht besiedelt. Der Distrikt ist ländlich geprägt. Von den 250.260 Bewohnern wohnen 215.816 Personen (86,24 %) auf dem Land und 34.444 Menschen in städtischen Gemeinden.
Der Distrikt Mon gehört zu den Gebieten Indiens, die fast gänzlich von Angehörigen der „Stammesbevölkerung“ (scheduled tribes) besiedelt sind. Zu ihnen gehörten (2011) 238.285 Personen (95,21 Prozent der Distriktsbevölkerung). Es gibt keinen einzigen Dalit (scheduled castes) im Distrikt.
Von den Bewohnern sind 242.503 Personen (96,90 Prozent der Bewohner) im Distrikt geboren. Insgesamt 4.920 Personen wurden in anderen indischen Bundesstaaten geboren (darunter 3.071 Personen in Assam, 628 Personen in Bihar und 235 Personen in Uttar Pradesh). Von den 393 im Ausland geborenen Personen sind 275 aus Nepal und 65 aus Myanmar.

### Bevölkerungsentwicklung
Wie überall in Indien wuchs die Einwohnerzahl im Distrikt Mon jahrzehntelang stark an. Zwischen 1961 und 2001 setzte eine starke Zuwanderung in das damals dünn besiedelte Gebiet ein. Dies führte zu einem Bevölkerungswachstum von 335 % in nur 40 Jahren. In den zehn Jahren zwischen 2001 und 2011 kam es aber zu einer Abnahme von 4 Prozent (3,99 %). In diesen zehn Jahren nahm die Bevölkerung um über 10.000 Menschen ab. Die Entwicklung verdeutlicht folgende Tabelle:

### Bedeutende Orte
Im Distrikt gibt es mit dem Distrikthauptort Mon (Mon Town) nur einen Ort mit mehr als 10000 Einwohnern. Der Ort Naginimora zählt allerdings auch als Stadt (notified town).

### Bevölkerung des Distrikts nach Geschlecht
Der Distrikt hatte – für Indien üblich – stets deutlich mehr männliche als weibliche Einwohner. Der Männerüberschuss liegt über dem indischen Durchschnitt. Bei den jüngsten Bewohnern (unter 7 Jahren) allerdings liegen die Anteile bei 52,30 % männlichen zu 47,70 % weiblichen Geschlechts.
| Verteilung der Bevölkerung nach Geschlecht im Distrikt Mon |                   |                   |                   |                   |                   |                   |                   |                   |                   |                   |                   |                   |
|                                                            | Volkszählung 1961 | Volkszählung 1961 | Volkszählung 1971 | Volkszählung 1971 | Volkszählung 1981 | Volkszählung 1981 | Volkszählung 1991 | Volkszählung 1991 | Volkszählung 2001 | Volkszählung 2001 | Volkszählung 2011 | Volkszählung 2011 |
| Anzahl                                                     | Anteil            | Anzahl            | Anteil            | Anzahl            | Anteil            | Anzahl            | Anteil            | Anzahl            | Anteil            | Anzahl            | Anteil            |                   |
| GESAMT                                                     | 59.883            | 100 %             | 76.852            | 100 %             | 94.162            | 100 %             | 149.699           | 100 %             | 260.652           | 100 %             | 250.260           | 100 %             |
| Männer                                                     | 30.893            | 51,59 %           | 40.392            | 52,56 %           | 50.253            | 53,37 %           | 79.961            | 53,41 %           | 138.753           | 53,23 %           | 131.753           | 52,65 %           |
| Frauen                                                     | 28.990            | 48,41 %           | 36.460            | 47,44 %           | 43.909            | 46,63 %           | 69.738            | 46,59 %           | 121.899           | 46,77 %           | 118.507           | 47,35 %           |

### Bevölkerung des Distrikts nach Sprachen
Die Bevölkerung des Distrikts Mon ist sehr einheitlich. Fast 95 % der Einwohner sprechen Konyak. Die vier weitverbreitetsten Sprachen vereinen mehr als 90 Prozent der Bevölkerung. Die von jeweils mehr als tausend Personen als Muttersprache angegebenen Sprachen zeigt die folgende Tabelle:
| Jahr                                   | Konyak  | Konyak | Bengali | Bengali | Nepali | Nepali | Ao    | Ao   | Hindi | Hindi | Assami | Assami | Gesamt  | Gesamt   |
| Jahr                                   | Zahl    | %      | Zahl    | %       | Zahl   | %      | Zahl  | %    | Zahl  | %     | Zahl   | %      | Zahl    | %        |
| -------------------------------------- | ------- | ------ | ------- | ------- | ------ | ------ | ----- | ---- | ----- | ----- | ------ | ------ | ------- | -------- |
| 2011                                   | 236.640 | 94,56  | 2.875   | 1,15    | 2.153  | 0,86   | 1.474 | 0,59 | 1.366 | 0,55  | 1.302  | 0,52   | 250.260 | 100,00 % |
| Quelle: Ergebnis der Volkszählung 2011 |         |        |         |         |        |        |       |      |       |       |        |        |         |          |

### Bevölkerung des Distrikts nach Bekenntnissen
Die tibetoburmanischen Bewohner sind in den letzten 100 Jahren fast gänzlich zum Christentum übergetreten. Die bedeutendsten Gemeinschaften innerhalb des Christentums sind die Baptisten, Presbyterianer (Reformierte) und Katholiken. Die Hindus und Muslime bilden kleine religiöse Minderheiten und sind hauptsächlich Zugewanderte aus anderen Regionen Indiens. Die genaue religiöse Zusammensetzung der Bevölkerung zeigt folgende Tabelle:
| Jahr                                   | Buddhisten | Buddhisten | Christen | Christen | Hindus | Hindus | Jainas | Jainas | Muslime | Muslime | Sikhs | Sikhs | Andere | Andere | keine Angaben | keine Angaben | Gesamt  | Gesamt   |
| Jahr                                   | Zahl       | %          | Zahl     | %        | Zahl   | %      | Zahl   | %      | Zahl    | %       | Zahl  | %     | Zahl   | %      | Zahl          | %             | Zahl    | %        |
| -------------------------------------- | ---------- | ---------- | -------- | -------- | ------ | ------ | ------ | ------ | ------- | ------- | ----- | ----- | ------ | ------ | ------------- | ------------- | ------- | -------- |
| 2011                                   | 1.256      | 0,50       | 236.494  | 94,50    | 8.102  | 3,24   | 314    | 0,13   | 3.444   | 1,38    | 84    | 0,03  | 1      | 0,00   | 565           | 0,23          | 250.260 | 100,00 % |
| Quelle: Ergebnis der Volkszählung 2011 |            |            |          |          |        |        |        |        |         |         |       |       |        |        |               |               |         |          |

## Bildung
Dank bedeutender Anstrengungen ist die Alphabetisierung in den letzten Jahrzehnten stark gestiegen. Dennoch ist der Anteil der Analphabeten der höchste von allen Distrikten des Bundesstaats Nagaland. In den Städten können immerhin fast 85 Prozent der Bevölkerung lesen und schreiben. Auf dem Land dagegen ist die Alphabetisierung gering. Weniger als die Hälfte der Frauen sind alphabetisiert. Und nur knapp über die Hälfte aller Männer auf dem Land können lesen und schreiben. Typisch für indische Verhältnisse sind die starken Unterschiede zwischen den Geschlechtern und der Stadt-/Landbevölkerung.
| Alphabetisierung im Distrikt Mon       |                   |                   |
| Einheit                                | Volkszählung 2011 | Volkszählung 2011 |
| Einheit                                | Anzahl            | Anteil            |
| GESAMT                                 | 119.626           | 56,99 %           |
| Männer                                 | 67.432            | 60,94 %           |
| Frauen                                 | 52.194            | 52,58 %           |
| STADT GESAMT                           | 24.695            | 84,47 %           |
| Stadt-Männer                           | 13.494            | 86,54 %           |
| Stadt-Frauen                           | 11.201            | 82,11 %           |
| LAND GESAMT                            | 94.931            | 52,54 %           |
| Land-Männer                            | 53.938            | 56,74 %           |
| Land-Frauen                            | 40.993            | 47,88 %           |
| Quelle: Ergebnis der Volkszählung 2011 |                   |                   |

## Wirtschaft
Die Landwirtschaft ist die dominante Wirtschaftsform. Zu den wichtigsten angebauten Kulturen gehören Reis, Mais und Hirse.

## Verwaltungsgliederung
Der Distrikt war bei der letzten Volkszählung 2011 in 14 Circles (Kreise) aufgeteilt.
| Bevölkerung in den Circles |        |         |             |             |        |         |        |         |          |          |           |           |           |           |
|                            | Aboi   | Aboi    | Angjangyang | Angjangyang | Chen   | Chen    | Hunta  | Hunta   | Longshen | Longshen | Mon Sadar | Mon Sadar | Monyakshu | Monyakshu |
| Anzahl                     | Anteil | Anzahl  | Anteil      | Anzahl      | Anteil | Anzahl  | Anteil | Anzahl  | Anteil   | Anzahl   | Anteil    | Anzahl    | Anteil    |           |
| GESAMT                     | 14.257 | 100 %   | 20.307      | 100 %       | 18.656 | 100 %   | 8.435  | 100 %   | 20.311   | 100 %    | 47.977    | 100 %     | 23.225    | 100 %     |
| Männer                     | 7.488  | 52,52 % | 10.568      | 52,04 %     | 9.914  | 53,14 % | 4.347  | 51,54 % | 10.758   | 52,97 %  | 25.011    | 52,13 %   | 12.263    | 52,80 %   |
| Frauen                     | 6.769  | 47,48 % | 9.739       | 47,96 %     | 8.742  | 46,86 % | 4.088  | 48,46 % | 9.553    | 47,03 %  | 22.966    | 47,87 %   | 10.962    | 47,20 %   |
| Stadt                      | 0      | 0 %     | 0           | 0 %         | 0      | 0 %     | 0      | 0 %     | 0        | 0 %      | 26.328    | 54,88 %   | 0         | 0 %       |
| Land                       | 14.257 | 100 %   | 20.307      | 100 %       | 18.656 | 100 %   | 8.435  | 100 %   | 20.311   | 100 %    | 21.649    | 45,12 %   | 23.225    | 100 %     |

| Bevölkerung in den Circles |        |         |            |            |           |           |          |          |        |         |        |         |          |          |
|                            | Mopong | Mopong  | Naginimora | Naginimora | Phomching | Phomching | Shangnyu | Shangnyu | Tizit  | Tizit   | Tobu   | Tobu    | Wakching | Wakching |
| Anzahl                     | Anteil | Anzahl  | Anteil     | Anzahl     | Anteil    | Anzahl    | Anteil   | Anzahl   | Anteil | Anzahl  | Anteil | Anzahl  | Anteil   |          |
| GESAMT                     | 15.377 | 100 %   | 11.023     | 100 %      | 12.539    | 100 %     | 6.138    | 100 %    | 22.352 | 100 %   | 16.925 | 100 %   | 12.738   | 100 %    |
| Männer                     | 8.242  | 53,60 % | 6.092      | 55,27 %    | 6.611     | 52,72 %   | 3.126    | 50,93 %  | 11.895 | 53,22 % | 8.962  | 52,95 % | 6.476    | 50,84 %  |
| Frauen                     | 7.135  | 46,40 % | 4.931      | 44,73 %    | 5.928     | 47,28 %   | 3.012    | 49,07 %  | 10.457 | 46,78 % | 7.963  | 47,05 % | 6.262    | 49,16 %  |
| Stadt                      | 0      | 0 %     | 8.116      | 73,63 %    | 0         | 0 %       | 0        | 0 %      | 0      | 0 %     | 0      | 0 %     | 0        | 0 %      |
| Land                       | 15.377 | 100 %   | 2.907      | 26,37 %    | 12.539    | 100 %     | 6.138    | 100 %    | 22.352 | 100 %   | 16.925 | 100 %   | 12.738   | 100 %    |